# コロッセオ
コロッセウム（ラテン語: Colosseum, イタリア語: Colosseo コロッセオ）は、ローマ帝政期の西暦80年に、ウェスパシアヌス帝とティトゥス帝によって造られた円形闘技場。英語で競技場を指す colosseum (coliseum) や、コロシアムの語源ともなっている。建設当時の正式名称はフラウィウス円形闘技場（ラテン語: Amphitheatrum Flavium）。現在では、イタリアの首都であるローマを代表する観光地である。

## 歴史

### 建設
ウェスパシアヌス帝が即位した頃のローマは、ローマ大火(64年)やローマ内戦 (68年-70年)の甚大な被害から完全に復興しておらず、ネロ帝が行った放漫財政を正し財政の均衡を目指しながら首都の再建を進めている時期であった。緊縮政策を取りながら、市民を懐柔するための娯楽施設の目玉として円形闘技場の建設が検討された。当時、ローマで剣闘士試合を行えるのは木造仮設で仮復旧していた収容人員約1万人のタウルス円形闘技場と、専用施設ではないため仮設の観客席を設ける必要があるサエプタ・ユリアやキルクス・マクシムスしか無かった。
この新円形闘技場（コロッセウム）はネロ帝の黄金宮殿（ドムス・アウレア）の庭園にあった人工池の跡地に建設されることとなった。この人工池の建設時に地表は10m近く掘り下げられて一部は岩盤に達していたため、円形闘技場建設時には基礎工事をいくらか省略することができた。工事はウェスパシアヌス治世の70年に始まり、ティトゥス治世の80年に、隣接するティトゥス浴場と同時に完成・落成した。使用開始に当たっては、100日間に渡り奉献式のイベントが行われ、模擬海戦が行われると共に、剣闘士試合で様々な猛獣5000頭が殺され、数百人の剣闘士が命を落としている。なお、続くドミティアヌス帝の治世中にも施設の拡張工事が続けられ、一般市民や女性が座る観客席の最上層部と天幕が完成した。地上から50mもの高さに天幕を張るために、ミセヌム海軍基地から派遣された海軍兵士が工事に従事したと言われる。
フラウィウス朝の皇帝が建設者であることから「フラウィウス円形闘技場」が本来の名前である。しかし、ネロ帝の巨大な像（コロッスス）が傍らに立っていたためそれと混同してコロッセウムと呼ばれるようになったという説や、円形闘技場があまりにも巨大な建物であったからコロッセウムと呼ばれるようになったという説がある。
コロッセオは建設後、剣闘士競技や野獣狩りといった見世物を市民に提供するために長く使用され続けた。

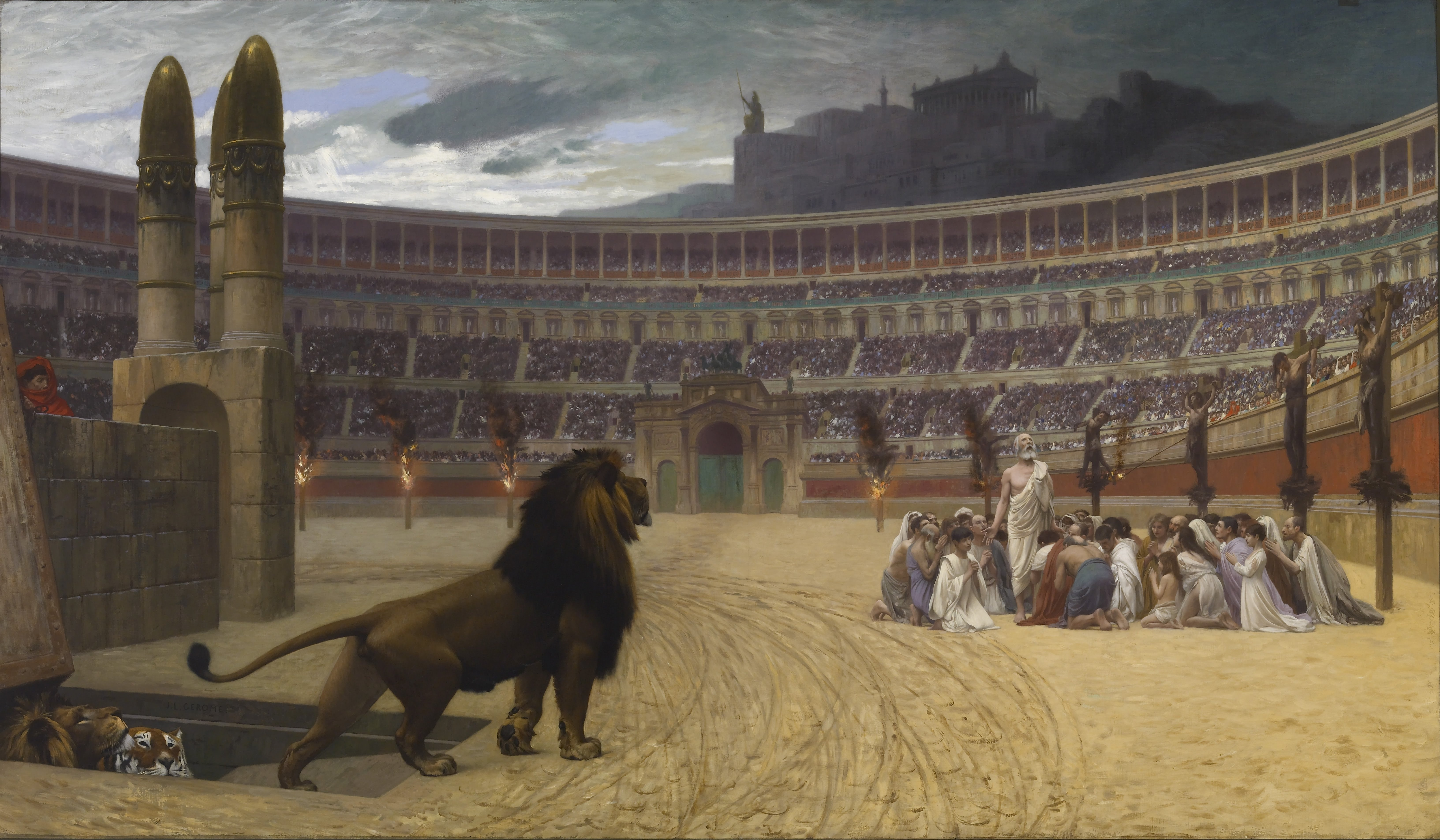
地下から登場した猛獣の餌食にされようとしているキリスト教徒。

### 中世
ローマ帝国のキリスト教化に伴い血生臭い剣闘士競技は禁止されたと言われているが、443年に地震で破損したコロッセオの修復を行ったことを記念する碑文が残されており、地中海西部でのローマ帝国の支配が崩壊した6世紀でも修復の記録が残っていることから、古代末期までは競技場として使用されていたと考えられている。コロッセオで行われた剣闘士競技の記録は434年、野獣狩りの記録は523年のものが最後である。
コロッセウムに使用されている建材は、中世を通じて他の建築物に流用され続けた。つまり一種の採石場とされていたのである。その大理石はバチカンのサン・ピエトロ大聖堂にも使用されている。それにもかかわらず往時の姿をとどめているのは、迫害されたキリスト教徒がここで殉教したと伝えられていたため、一種の聖地となっていたからである。しかし、キリスト教徒が迫害されたという明確な証拠はない。ローマ教皇ベネディクトゥス14世によりコロッセオは神聖であるとして保存されるようになった。現在、外周は半分程度が残っている。古代の完全な状態に再現しようとする動きはなく、このままの形で保存されていくと考えられている。

### 現代
現在ではローマはイタリアの一都市となってしまったが、建造後1900年以上経ってもコロッセオは今もって古代ローマの象徴でありつづけている。観光地としての評価も高く、2015年にロンリープラネット社が発表した「世界の究極の観光地ベスト500」では、コロッセオは欧州最高の7位にランクインした。2019年には、約760万人がコロッセオに観光に訪れた。
各種イベントに使用されることも多く、2016年5月には日本とイタリアの国交樹立150年を記念してライトアップが行われた。2021年7月29日には、G20の文化相会合がコロッセオで行われている。かつて多くの殺人（公開処刑を含む）が行われた場所であることから、現在では死刑廃止のイベントのために使用されている。例えば、11月30日の「死刑に反対する都市（Cities for Life）」の日や、新たに死刑を廃止した国が出たときには、その記念としてコロッセオがライトアップされる。2007年1月には、イラクのサッダーム・フセイン元大統領の処刑に抗議するために点灯された。
1939年に大規模修復が行われたのち、21世紀に入ると長年補修が行われていなかったことや大気汚染や周囲の環境変化によって老朽化が進み、2010年5月には漆喰の壁が一部崩落する事故も起こった。さらに同年12月にも再び崩落が起きたほか、2012年7月には南側で約40cmの地盤沈下も発見された。これを受け修復工事を行う動きが本格化し、2011年12月にはイタリアのファッション企業であるトッズ社が修復費用3300万ドル（約27億5000万円）の負担を表明。2011年6月には修復計画の詳細が発表され、2013年9月には修復工事が開始されて、2016年には第1期工事である壁面の洗浄や構造強化などが終了した。これを受け、2017年11月にはコロッセオの最上階である5階の観光が40年ぶりに可能となった。さらに2021年6月26日には地下部分の修復も完了し、史上初めて一般に公開された。
修復第一期工事が進むのに伴い、2014年には、考古学者のダニエレ・マナコルダンやイタリア政府のダリオ・フランチェスキーニ文化大臣らがかつてあった木製の床を復元し、文化的行事や演芸等に利用しようという案が持ち上がった。この案には賛否双方から声が上がったものの、2020年12月22日、イタリア財務省はコロッセオの改修工事に伴い、アリーナ部分に開閉式の床を設置する予算を認めたことを発表した。工事は2021年に始まり、2023年に完成する予定。
2020年のCOVID-19の流行でイタリアは大きな被害を受け、3月には全土が封鎖されるとともにコロッセオも閉鎖されたが、状況の好転した6月には再開された。

## 構造

壁面の穴は戦傷の痕ではなく、建設および補修時の足場用の木材を挿入するための穴である。

コロッセウム内部。地下にあった施設が現在ではむき出しになっている。

長径187.5m、短径156.5mの楕円形で、面積3357㎡、内部アリーナ86×54、高さは48m、推定5万人から8万7千人の観客を収容できた（文献により40,000人 - 60,000人と幅がある）。4階建てで、アーチは各層で様式が変えられており、1階はドリス式、2階はイオニア式、3階はコリント式になっている。天井部分は開放されているが、日除け用の天幕を張る設備があった。皇帝席には1日中直射日光が当たらないように設計されており、また一般の観客席についても1日に20分以上日光が当たらないように工夫がされていた。円形闘技場に入るアーチは全周で80箇所あり、そのうち皇帝や剣闘士専用のものを除く76のアーチには番号が付されていた。これはテッセラ（入場券）にその番号を記して混乱せずに入場できるようにするためのものと考えられている。
構造はローマン・コンクリート（火山灰を利用したコンクリート）で出来ている。鉄骨を用いないコンクリートにもかかわらず幾多の地震の際も崩壊しなかったのは、全体が円筒形で力学的に安定していたためである。
初期においては競技場にローマ水道より引いた水を張り、模擬海戦を上演することさえ可能だったが、後には「迫」のような複雑な舞台装置を設置したためにそのような大規模演出は不可能となった。
このほかには剣闘士と戦う猛獣を闘技場のあるフロアまで運ぶ人力エレベーターが用意されていた。
コロッセウムの横には噴水が作られた。それは「メタ・スダンス（汗をかく標識）」といわれ、闘いを終えた剣闘士もここで体を洗ったと伝えられている。

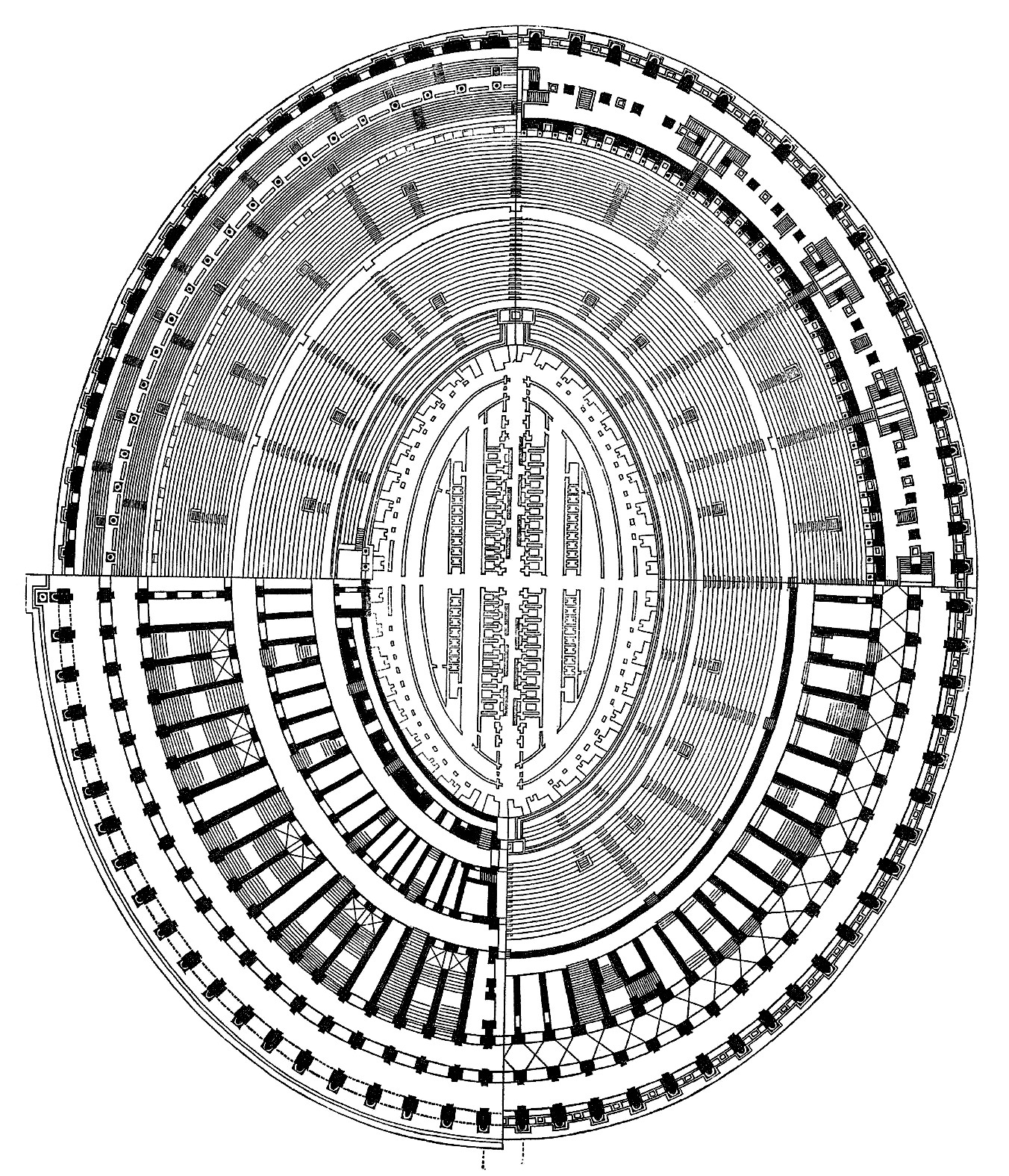
平面図（長径188m、短径156mの楕円形）

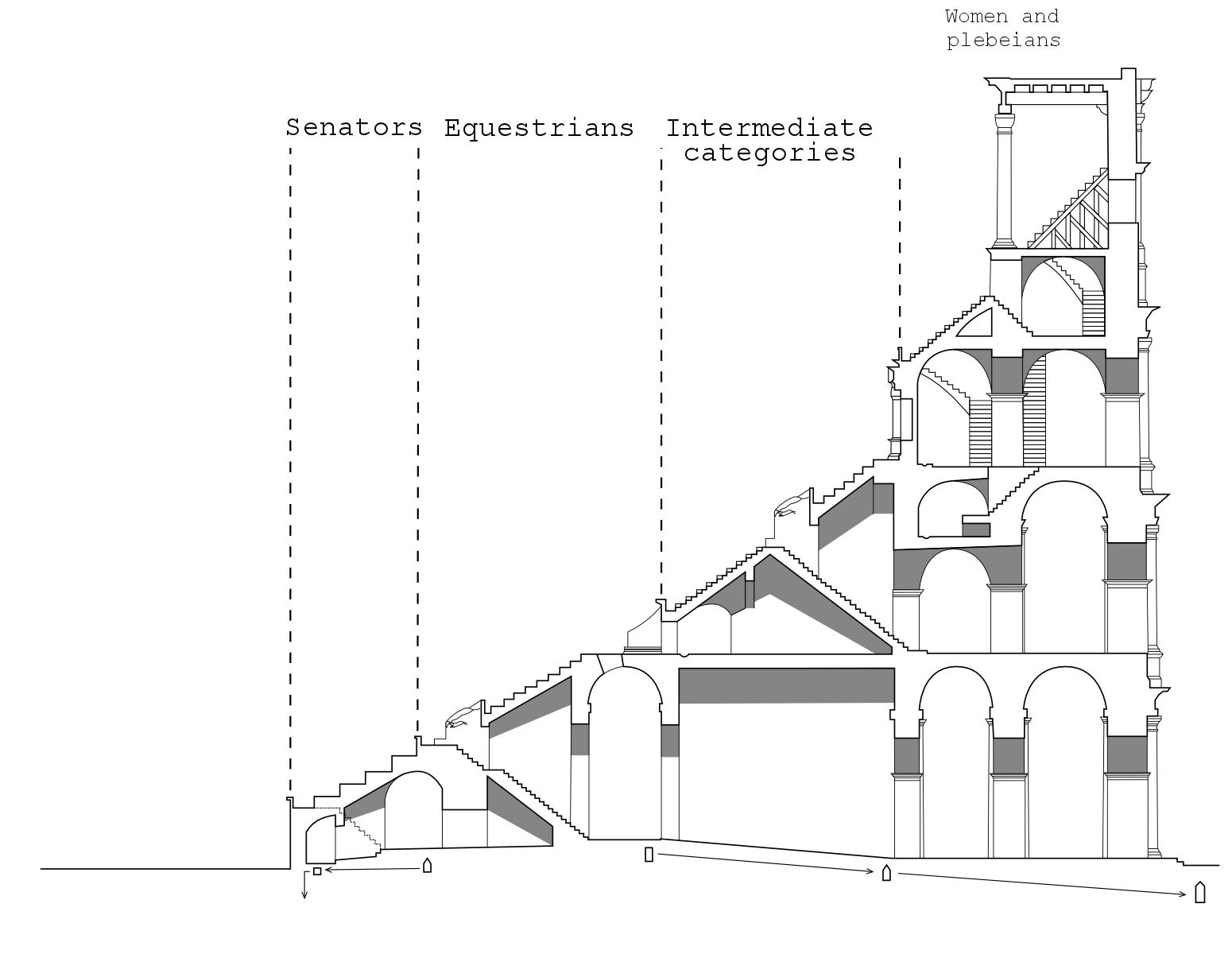
断面図（高さ52m） 前列は元老院階級席、中列が騎士階級席、その後ろが裕福なローマ市民席、最後列が一般市民と女性席

## 隣接する古代ローマ遺跡
- 北側から北東側には、ドムス・アウレア跡地にティトゥス浴場（80年完成）およびトラヤヌス浴場（109年完成）が建てられていた（現 コッレ・オッピオ公園（英語版））
- 北西側には、フォルム・ロマヌムのウェヌスとローマ神殿（135年完成）と、コンスタンティヌスの凱旋門（315年完成）が建てられていた。
- 南西側は、帝政期に官邸機能を果たしていたパラティウムと、戦車競走等に使われた巨大競技場チルコ・マッシモがある。
- 南側は貴族の邸宅などがあったチェリオの丘である。

## 観光客数の推移
以下の表は、イタリア文化遺産統計局のデータに基づくコロッセオ、フォロ・ロマーノ、パラティーノ遺跡地区の入場者数と総収入を示している。
| 年   | 総入場者数  | 総収入          | 平均入場料 |
| ---- | ----------- | --------------- | ---------- |
| 2019 | 7500000人   | 7300万ユーロ    | € 9,75     |
| 2018 | 7665000人   | 7500万ユーロ    | € 9,75     |
| 2017 | 700万人以上 | 約7000万ユーロ  | € 9,75     |
| 2015 | 6 551 046   | € 57 517 892,00 | € 9,50     |
| 2014 | 6 171 702   | € 41 440 839,00 | € 6,71     |
| 2013 | 5 625 219   | € 39 657 672,00 | € 7,05     |
| 2008 | 4 777 989   | € 32 284 235,70 | € 6,76     |
| 2003 | 3 135 905   | € 18 475 072,00 | € 5,89     |
| 1998 | 2 811 076   | € 11 196 963,23 | € 3,98     |

## コロッセウムが登場する作品

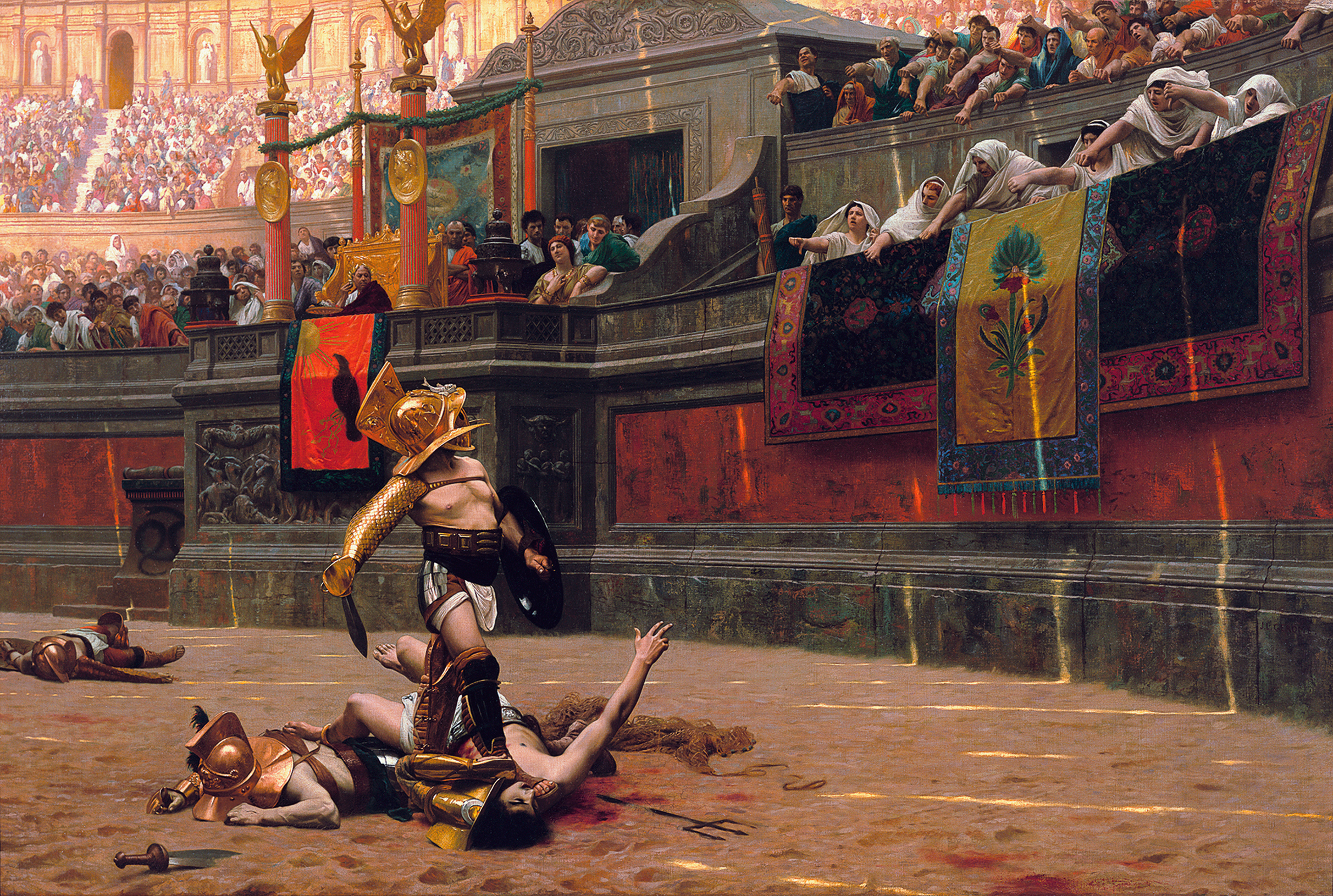
ジャン＝レオン・ジェローム作『Pollice Verso』

- 『グラディエーター』 - 2000年に公開されたアメリカの映画。この映画ではコロシアムのセットが組まれたが、撮影までに完成したのは半分だけ、大きさは実物の四分の一で残りの半分はコンピュータグラフィックスで作成した。
- 『ドラゴンへの道』 - ブルース・リー主演の香港映画。ブルース・リーとチャック・ノリスがコロッセオで戦うシーンがある。
- 『無敵のゴッドファーザー ドラゴン世界を征く』 - ブルース・リャン主演の香港映画。
- 『テルマエ・ロマエⅡ』 - 2014年の日本映画。阿部寛、上戸彩主演で、2012年に公開された映画の続編。この作品ではコロッセオが重要な施設として画かれている。
- 『アサシン クリード ブラザーフッド』 - ユービーアイソフト制作のアクションゲーム。
- 『クォ・ヴァディス』 - 1951年のハリウッド映画。ロバート・テイラー、デボラ・カー主演。ローマ大火時にあったと想定し、コロッセオがクライマックスの中心に。原作はノーベル文学賞作家ヘンリク・シェンキェヴィチ。
- 『ジョジョの奇妙な冒険 Parte5～黄金の風～』 ‐1990年代後半の荒木飛呂彦原作の漫画。スタンド能力を強化させる「矢」を持つ人物との待合場所、転じて「矢」の力を使って反逆者や自らの過去を抹殺しようとするマフィアのボスとの戦いの舞台となる。
- 『ゴジラxコング 新たなる帝国』- 2024年のハリウッドによるゴジラ映画。劇中でゴジラがコロッセオ内に身を収めて戦いの疲れを癒すため眠りにつく場面が描かれている。

## 交通
- ローマ地下鉄B線 コロッセオ駅
- ATACトラム 3系統 コロッセオ広場停留所
- トレニタリア（旧 イタリア国鉄）テルミニ駅から南西へ2.1km

## ギャラリー

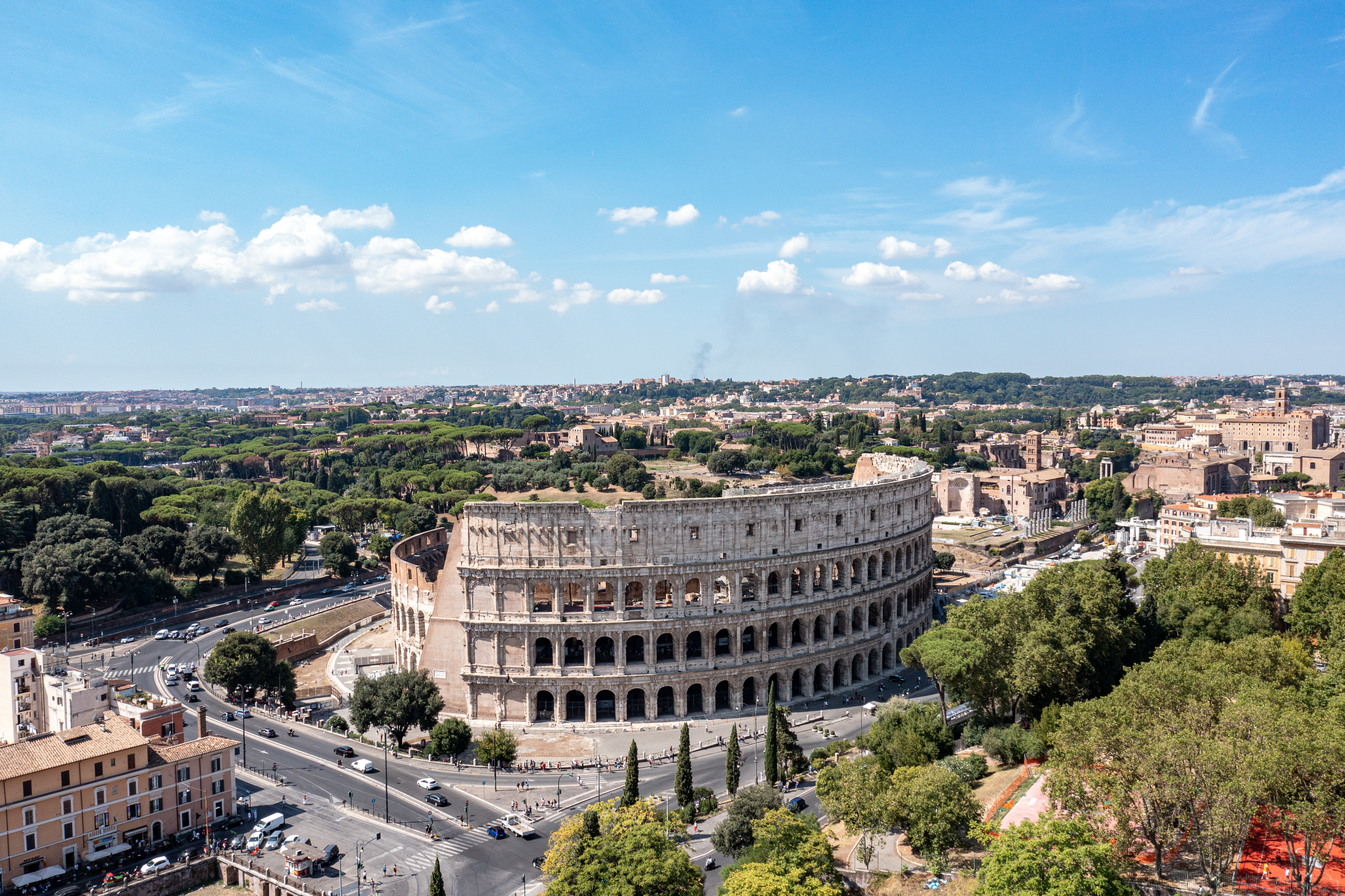
2021年のコロッセオ外観
パラティーノの丘から見たコロッセオとコンスタンティヌスの凱旋門
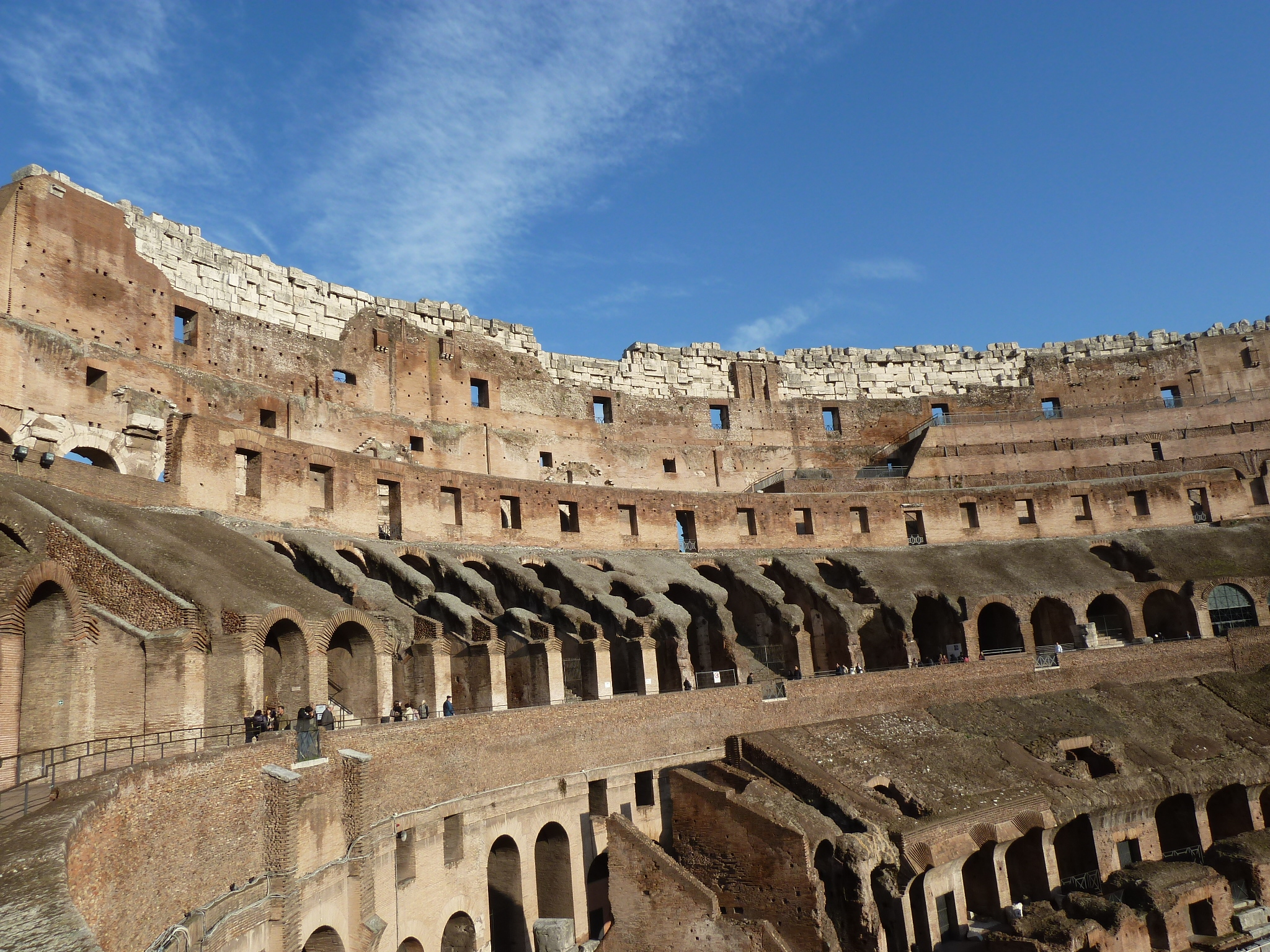
コロッセオ内部
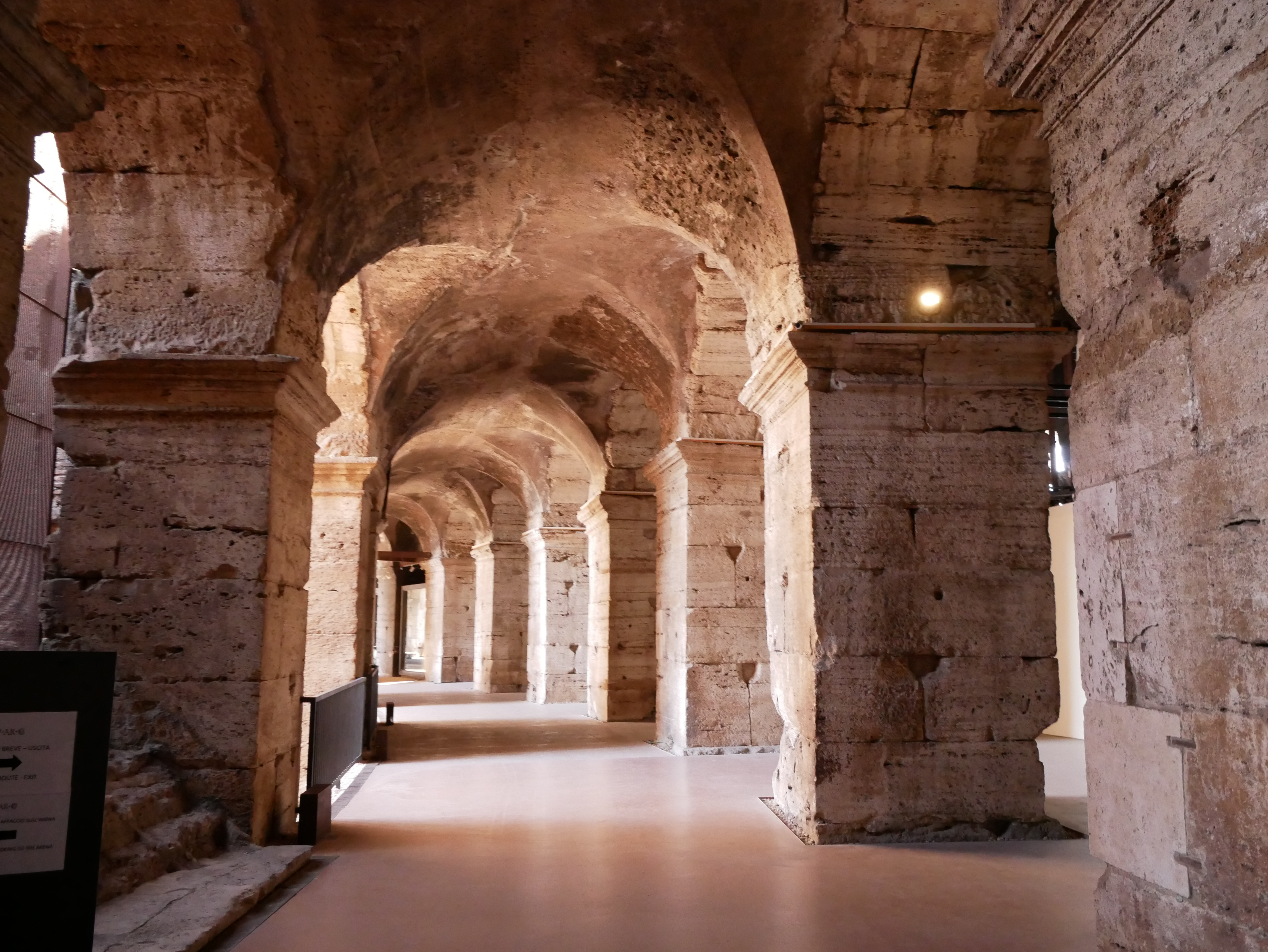
コロッセオ内部
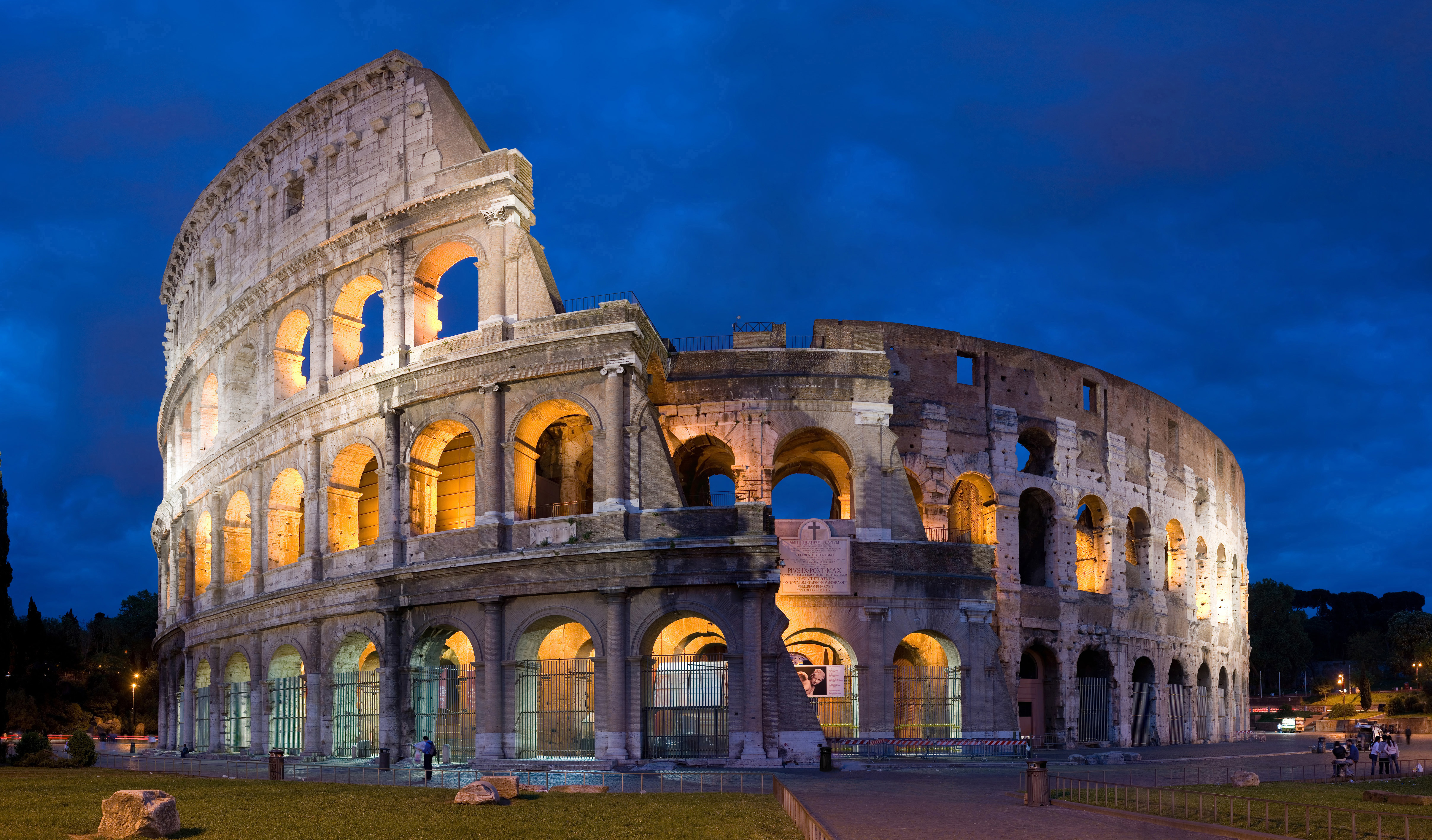
夜のコロッセオ
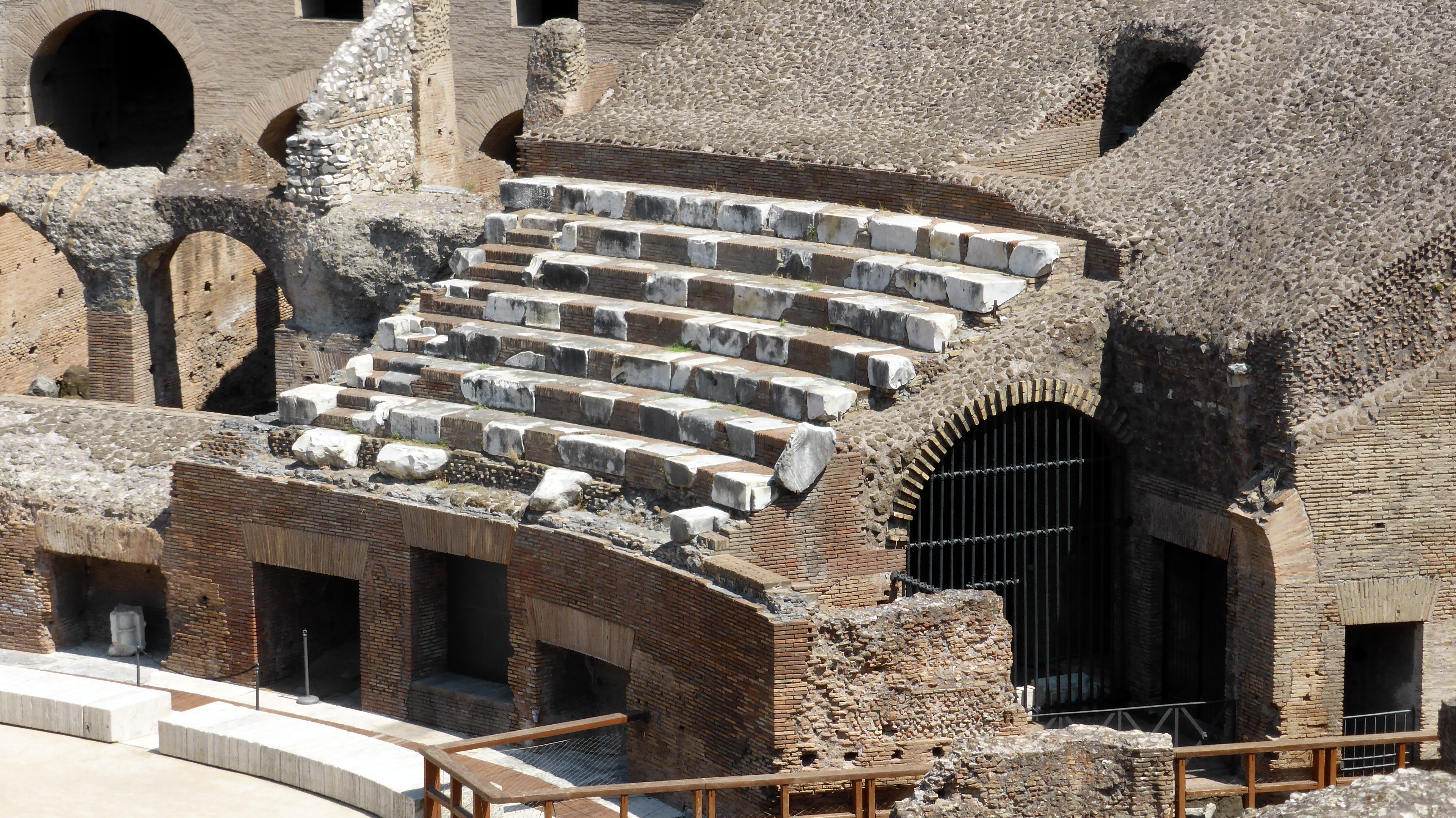
東側入り口の座席配置
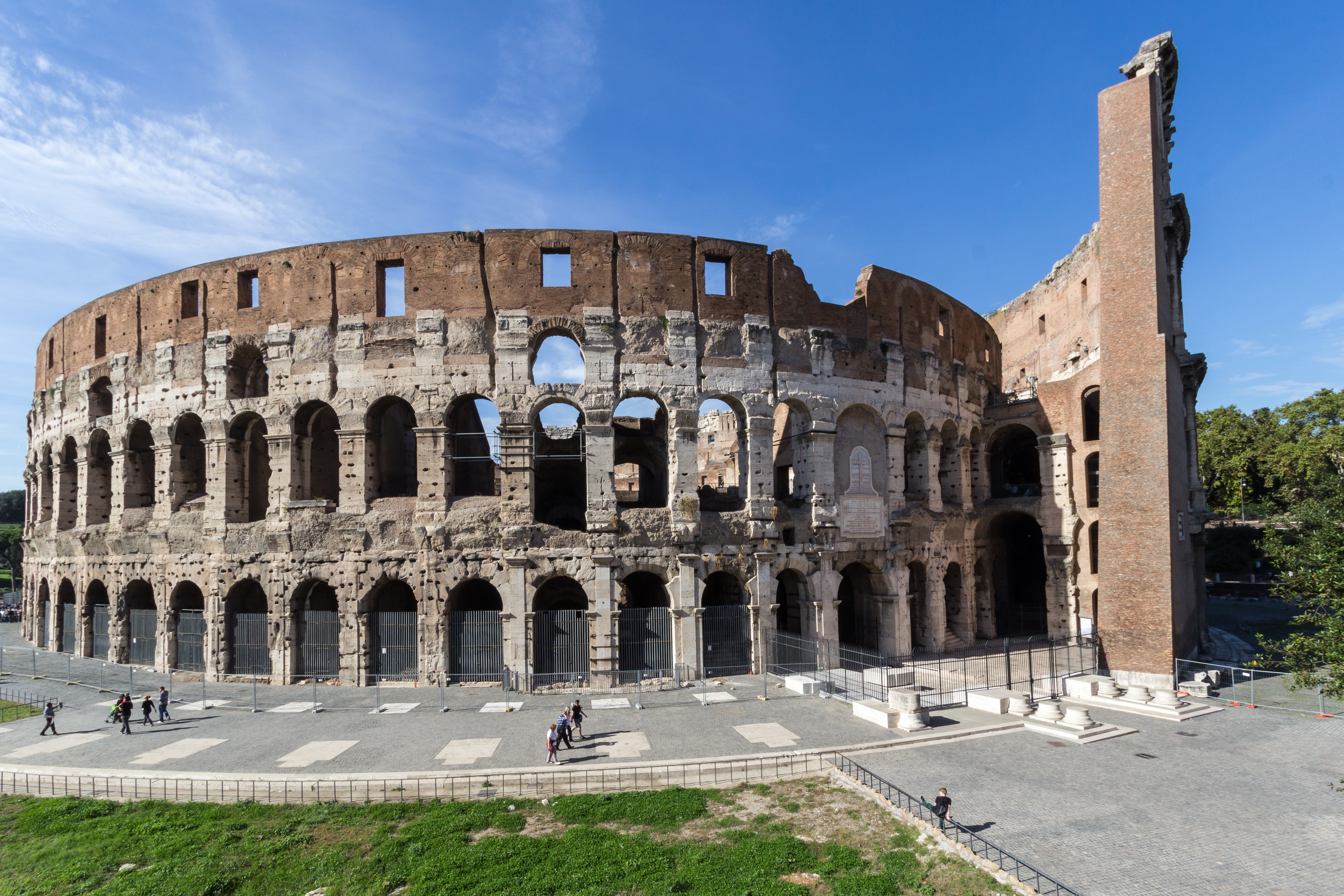
2013年のコロッセオ